# Muhammad V. (Granada)
Muhammad V., mit vollem Namen Muhammad al-chamis al-Ghani bi-llah ibn Yusuf / محمد الخامس الغني بالله بن يوسف / Muḥammad al-ḫāmis al-Ġanī bi-llāh b. Yūsuf (* 4. Januar 1338 in Granada; † 15. Januar 1391 ebenda), war in der Zeit von 1354 bis 1359 und erneut von 1362 bis 1391 Emir von Granada.
Muhammad V. übernahm von seinem Vater Yusuf I. (1333–1354) die Herrschaft. Seine Regierung war zunächst nicht unangefochten. Als Málaga 1359 von einer christlichen Flotte erobert wurde, stürzte ihn Abu Said. Muhammad V. konnte aber nach Marokko fliehen. Abu Said setzte Ismail II. (1359–1360) als Herrscher ein, bevor er selbst als Muhammad VI. die Regierung übernahm (1360–1362). Er konnte sich zunächst gegen den mit merinidischer und kastilischer Unterstützung agierenden Muhammad V. behaupten. Doch führte seine tyrannische Herrschaft zum Abfall mehrerer Provinzen, so dass Muhammad VI. nach Sevilla floh, wo er aber von Peter I. hingerichtet wurde.
Auf Grund der Freundschaft mit Peter I. von Kastilien intervenierte Muhammad V. auch in den kastilischen Bürgerkrieg, wobei er Peter I. gegen Heinrich Trastamara unterstützte. Später wurde Peter auf seiner Flucht auch in Granada aufgenommen. Diese Parteinahme zahlte sich insofern aus, als die Nasriden 1369 das kastilische Algeciras an der Meerenge von Gibraltar erobern konnten. 
Bis 1371 wurde das Reich von dem Wesir Lisān Al-Dīn Ibn Al-Chaṭīb geleitet, der sich in seiner Politik an die Meriniden in Marokko anlehnte. Gleichzeitig war er der letzte große muslimische Gelehrte in Andalusien. Als solcher war er ein bedeutender Verfasser historischer und medizinischer Schriften. Als Muhammad V. ihn 1371 stürzte und selbst die Regierung übernahm, floh er nach Fès, wo er 1374 auf Veranlassung von Muhammad V. ermordet wurde. Da Kastilien durch den Bürgerkrieg erheblich geschwächt war, konnte Muhammad V. die Macht des Emirats festigen. Unter ihm stieg Granada zum Zentrum der islamischen Kultur im Westen auf. Von der kulturellen Blüte berichten u. a. Ibn Battuta und Ibn Chaldun. So wurden z. B. das Hospital in Granada und der berühmte Löwenhof in der Alhambra errichtet.
Nachfolger von Muhammad V. wurde 1391 dessen Sohn Yusuf II., der aber schon 1392 von seinem eigenen Sohn Muhammad VII. (1392–1408) gestürzt wurde.